# Filmfare Awards (1982)
29-я церемония награждения Filmfare Awards прошла в городе Бомбей 14 марта 1982 года. На ней были отмечены лучшие киноработы на хинди, вышедшие в прокат до конца 1981 года.

## Список лауреатов и номинантов

### Основные премии
| Категории                         | Фото лауреатов                | Лауреаты и номинанты                                                                 | Фильмы                                                       | Роли                                                         |
| --------------------------------- | ----------------------------- | ------------------------------------------------------------------------------------ | ------------------------------------------------------------ | ------------------------------------------------------------ |
| Лучший фильм                      | Лучший фильм                  | • «Призрачное счастье» (реж. Рамеш Талвар, прод. Рамеш Бехл)                         | • «Призрачное счастье» (реж. Рамеш Талвар, прод. Рамеш Бехл) | • «Призрачное счастье» (реж. Рамеш Талвар, прод. Рамеш Бехл) |
| Лучший фильм                      | Лучший фильм                  | • «Исход» (реж. Рабиндра Дхармарадж, прод. Прадип Уппур)                             |                                                              |                                                              |
| Лучший фильм                      | Лучший фильм                  | • «Постучи по дереву» (реж. Сай Паранджпе, прод. Гуль Ананд, Джайшри Ананд-Макхиджа) |                                                              |                                                              |
| Лучший фильм                      | Лучший фильм                  | • «Созданы друг для друга» (реж. К. Балачандер, прод. Л. В. Прасад)                  |                                                              |                                                              |
| Лучший фильм                      | Лучший фильм                  | • «Наша эра» / «Век Кали» (реж. Шьям Бенегал, прод. Шаши Капур)                      |                                                              |                                                              |
| Лучшая режиссёрская работа        |                               | • К. Балачандер                                                                      | «Созданы друг для друга»                                     | «Созданы друг для друга»                                     |
| Лучшая режиссёрская работа        | • Музаффар Али                | «Дорогая Умрао»                                                                      | «Дорогая Умрао»                                              |                                                              |
| Лучшая режиссёрская работа        | • Рабиндра Дхармарадж         | «Исход»                                                                              | «Исход»                                                      |                                                              |
| Лучшая режиссёрская работа        | • Рамеш Талвар                | «Призрачное счастье»                                                                 | «Призрачное счастье»                                         |                                                              |
| Лучшая режиссёрская работа        | • Сай Паранджпе               | «Постучи по дереву»                                                                  | «Постучи по дереву»                                          |                                                              |
| Лучшая режиссёрская работа        | • Шьям Бенегал                | «Наша эра» / «Век Кали»                                                              | «Наша эра» / «Век Кали»                                      |                                                              |
| Лучшая мужская роль               |                               | • Амитабх Баччан                                                                     | «Сирота»                                                     | Хира                                                         |
| Лучшая мужская роль               | • Амитабх Баччан              | «Любовная связь»                                                                     | Амит Малхотра                                                |                                                              |
| Лучшая мужская роль               | • Насируддин Шах              | «Исход»                                                                              | Лука                                                         |                                                              |
| Лучшая мужская роль               | • Камал Хасан                 | «Созданы друг для друга»                                                             | Васудеван «Васу»                                             |                                                              |
| Лучшая мужская роль               | • Раджеш Кханна               | «Боль»                                                                               | Дипак Ширастав, его сын Викас                                |                                                              |
| Лучшая женская роль               |                               | • Хема Малини                                                                        | «Судьба»                                                     | Аша                                                          |
| Лучшая женская роль               | • Джая Баччан                 | «Любовная связь»                                                                     | Шобха Малхотра                                               |                                                              |
| Лучшая женская роль               | • Ракхи                       | «Призрачное счастье»                                                                 | Шарда Балрадж Кохли                                          |                                                              |
| Лучшая женская роль               | • Рати Агнихотри              | «Созданы друг для друга»                                                             | Сапна                                                        |                                                              |
| Лучшая женская роль               | • Рекха                       | «Дорогая Умрао»                                                                      | Амиран / таваиф Умрао                                        |                                                              |
| Лучшая женская роль               | • Смита Патиль                | «Исход»                                                                              | Амма                                                         |                                                              |
| Лучшая мужская роль второго плана |                               | • Амджад Хан                                                                         | «История любви»                                              | Хавалдар Шер Сингх                                           |
| Лучшая мужская роль второго плана | • Амджад Хан                  | «Крепкая дружба»                                                                     | Бишан                                                        |                                                              |
| Лучшая мужская роль второго плана | • Ракеш Рошан                 | «Dhanwan»                                                                            | Анил                                                         |                                                              |
| Лучшая мужская роль второго плана | • Саид Джаффри                | «Постучи по дереву»                                                                  | Лалан Миан                                                   |                                                              |
| Лучшая мужская роль второго плана | • Суреш Оберой                | «Сирота»                                                                             | Рам Сингх                                                    |                                                              |
| Лучшая женская роль второго плана |                               | • Аруна Ирани                                                                        | «Рокки»                                                      | Кэти Д’Соуза                                                 |
| Лучшая женская роль второго плана | • Мадхави                     | «Созданы друг для друга»                                                             | Сандхия                                                      |                                                              |
| Лучшая женская роль второго плана | • Нанда                       | «Ahista Ahista»                                                                      | Сангита                                                      |                                                              |
| Лучшая женская роль второго плана | • Сарика                      | «Сирота»                                                                             | Анита Кохли                                                  |                                                              |
| Лучшая женская роль второго плана | • Суприя Патхак               | «Наша эра» / «Железный век»                                                          | Субхарда                                                     |                                                              |
| Лучшее исполнение комической роли |                               | • Ануп Кумар                                                                         | «Chalti Ka Naam Zindagi»                                     |                                                              |
| Лучшее исполнение комической роли | • Асрани                      | «Созданы друг для друга»                                                             | Г. Харибабу                                                  |                                                              |
| Лучшее исполнение комической роли | • Ракеш Беди                  | «Постучи по дереву»                                                                  | Оми                                                          |                                                              |
| Лучшее исполнение комической роли | • Рави Басвани                | «Постучи по дереву»                                                                  | Джай                                                         |                                                              |
| Лучшее исполнение комической роли | • Утпал Датт                  | «Naram Garam»                                                                        | Бхавани Шанкар Баджпаи                                       |                                                              |
| Лучший сюжет                      |                               | • Четан Ананд                                                                        | «Обратная сторона любви»                                     | «Обратная сторона любви»                                     |
| Лучший сюжет                      | • Джайвант Далви              | «Исход»                                                                              | «Исход»                                                      |                                                              |
| Лучший сюжет                      | • К. Балачандер               | «Созданы друг для друга»                                                             | «Созданы друг для друга»                                     |                                                              |
| Лучший сюжет                      | • Лила Пхансалкар             | «Призрачное счастье»                                                                 | «Призрачное счастье»                                         |                                                              |
| Лучший сюжет                      | • Шьям Бенегал и Гириш Карнад | «Наша эра» / «Век Кали»                                                              | «Наша эра» / «Век Кали»                                      |                                                              |

### Музыкальные премии
| Категории                       | Фото лауреатов          | Лауреаты и номинанты     | Фильмы                     | Песни                      |
| ------------------------------- | ----------------------- | ------------------------ | -------------------------- | -------------------------- |
| Лучшая музыка к песне           |                         | • Баппи Лахири           | «Тернистый путь любви»     | «Тернистый путь любви»     |
| Лучшая музыка к песне           | • Хайям                 | «Дорогая Умрао»          | «Дорогая Умрао»            |                            |
| Лучшая музыка к песне           | • Лаксмикант-Пьярелал   | «Созданы друг для друга» | «Созданы друг для друга»   |                            |
| Лучшая музыка к песне           | • Р. Д. Бурман          | «История любви»          | «История любви»            |                            |
| Лучшая музыка к песне           | • Шив-Хари              | «Любовная связь»         | «Любовная связь»           |                            |
| Лучшие слова к песне            |                         | • Ананд Бакши            | «Созданы друг для друга»   | «Solah Baras Ki Bali Umar» |
| Лучшие слова к песне            | • Ананд Бакши           | «Созданы друг для друга» | «Tere Mere Beech Mein»     |                            |
| Лучшие слова к песне            | • Ананд Бакши           | «История любви»          | «Yaad Aa Rahi Hai»         |                            |
| Лучшие слова к песне            | • Гульзар               | «Призрачное счастье»     | «Jahaan Pe Savera»         |                            |
| Лучшие слова к песне            | • Сантош Ананд          | «Kranti»                 | «Zindagi Ki Naa Toote»     |                            |
| Лучший мужской закадровый вокал |                         | • Амит Кумар             | «История любви»            | «Yaad Aa Rahi Hai»         |
| Лучший мужской закадровый вокал | • Джагджит Сингх        | «Prem Geet»              | «Hothon Se Chhoo Lo Tum»   |                            |
| Лучший мужской закадровый вокал | • Кишор Кумар           | «Обратная сторона любви» | «Hamen Tum Se Pyaar Kitna» |                            |
| Лучший мужской закадровый вокал | • Кишор Кумар           | «Крепкая дружба»         | «Chhoo Kar Mere Man Ko»    |                            |
| Лучший мужской закадровый вокал | • С. П. Баласубраманьям | «Созданы друг для друга» | «Tere Mere Beech Mein»     |                            |
| Лучший женский закадровый вокал |                         | • Алка Ягник             | «Сирота»                   | «Mere Angne»               |
| Лучший женский закадровый вокал | • Чандрани Мукерджи     | «Poonam»                 | «Mohabbat Rang Layegi»     |                            |
| Лучший женский закадровый вокал | • Парвин Султана        | «Обратная сторона любви» | «Hamen Tum Se Pyaar Kitna» |                            |
| Лучший женский закадровый вокал | • Шарон Прабхакар       | «Тернистый путь любви»   | «Mere Jaisi Haseena»       |                            |
| Лучший женский закадровый вокал | • Уша Утхуп             | «Тернистый путь любви»   | «Rambha Ho»                |                            |

### Премии критиков
| Категории                   | Фильмы-лауреаты                             |
| --------------------------- | ------------------------------------------- |
| Лучший художественный фильм | • «Aadharshila» (реж. и прод. Ашок Ахуджа)  |
| Лучший документальный фильм | • «Faces After the Storm» (реж. Пракаш Джа) |

### Технические премии
| Категории                            | Лауреаты            | Фильмы                      |
| ------------------------------------ | ------------------- | --------------------------- |
| Лучший диалог                        | • Кадер Хан         | «Meri Aawaz Suno»           |
| Лучший сценарий                      | • К. Балачандер     | «Созданы друг для друга»    |
| Лучший монтаж                        | • Н. Р. Киту        | «Созданы друг для друга»    |
| Лучшая операторская работа           | • Джал Мистри       | «Обратная сторона любви»    |
| Лучшая работа художника-постановщика | • Банси Чандрагупта | «Исход»                     |
| Лучший звук                          | • Хитендра Гхош     | «Наша эра» / «Железный век» |

## Наибольшее количество номинаций и побед
- «Созданы друг для друга» – 13 (3)
- «Исход» – 6 (3)
- «Наша эра» – 5 (3)
- «Обратная сторона любви» – 4 (3)
- «История любви» – 4 (1)